# Höver (Weste)
Höver ist ein Ortsteil der Gemeinde Weste im niedersächsischen Landkreis Uelzen.

## Geografie und Verkehrsanbindung
Höver liegt westlich des Kernortes Weste an der Landesstraße L 252. Die B 191 verläuft südöstlich. Nördlich vom Ort fließt der Röbbelbach, ein Nebenfluss der Ilmenau.

## Sehenswürdigkeiten
Als Baudenkmale sind die Kapelle im Stil der Neugotik und der Kirchhof mit Stützmauer (am nördlichen Ortsrand) ausgewiesen (siehe Liste der Baudenkmale).
Aufgrund des Baustils wird vermutet, dass die im Jahr 1904 errichtete Kapelle zu Höver ein Werk des Architekten und Kirchenbaumeisters Friedrich Wilhelm Karl Jacob sein könnte. Belege für diese Vermutung fehlen zurzeit noch. 